# Козацька корогва

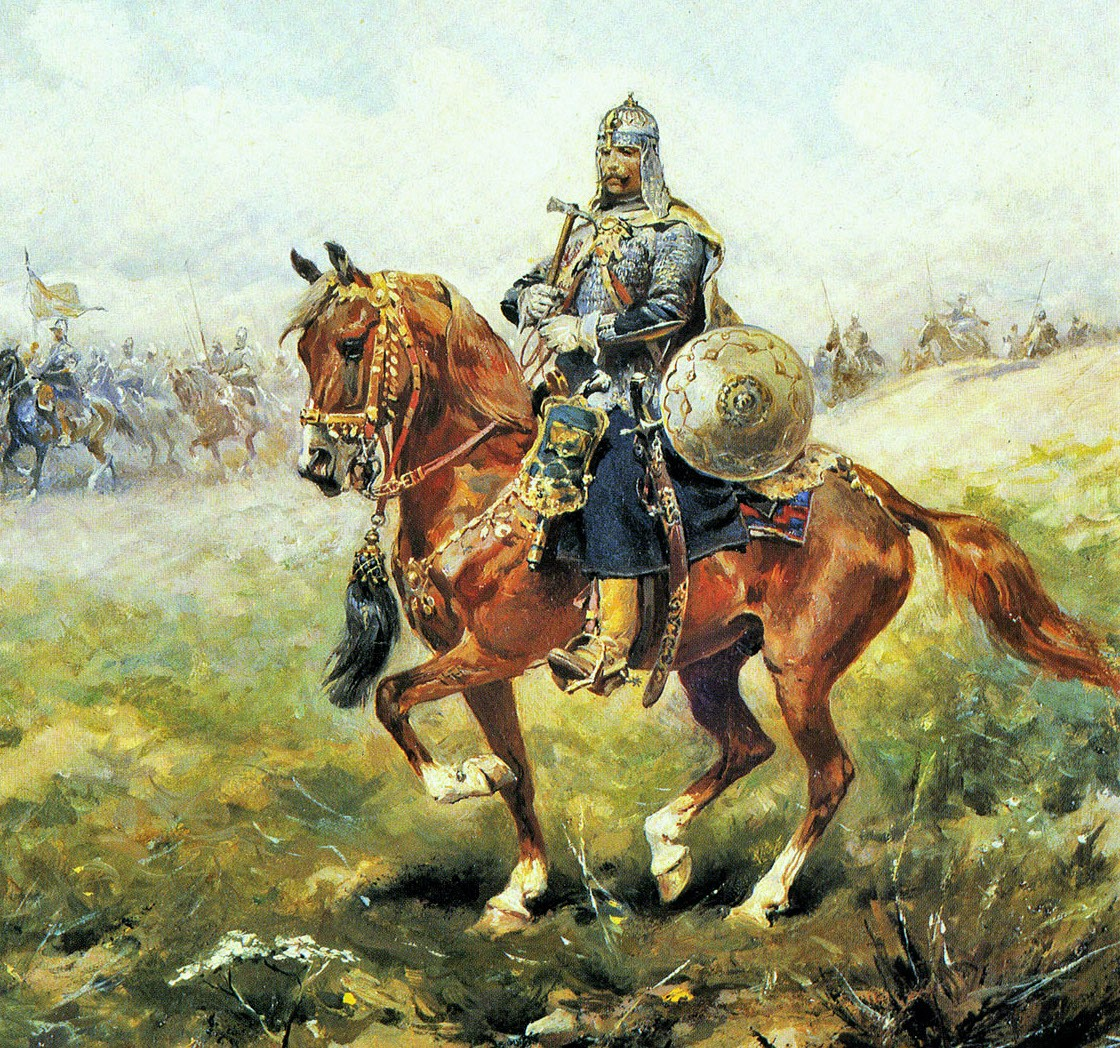
Товариш панцерний (Юзеф Брандт)

Коза́цька корогва́ (пол. chorągiew kozacka), також панцирні козаки, товариші панцерні (пол. towarzysze pancerni) — загін легкої або середньої (козацької) кавалерії кількістю від 50 до 100 коней в армії Речі Посполитої. Корогву очолював ротмістр, який особисто набирав вояків, вербуючи дрібну шляхту, запорозьких козаків, інколи — міщан і навіть селян на підставі так званих приповідних листів від імені короля. Кожен із товаришів корогви служив з власним почтом від 2 до 4 кінних челядників (так званих почтових), озброюючи їх за власний кошт. Про характер такого озброєння дає уявлення ухвала Сейму 1620 року, де зазначено, що кіннотники мають бути «у панцирях, у мисюрках, з добрими карабінами, короткими рушницями і рогатинами». Козацькі корогви були найчисленнішою складовою війська часів Королівства Польського і Речі Посполитої, складаючи на 1632 рік 40 % кварцяного війська, тобто найманого війська. На початку 40-х років XVII ст. у козацькій кавалерії налічувалося близько 1 300 товаришів. Початково формувалися з черемисів опісля чемериських воєн.

## Військова тактика

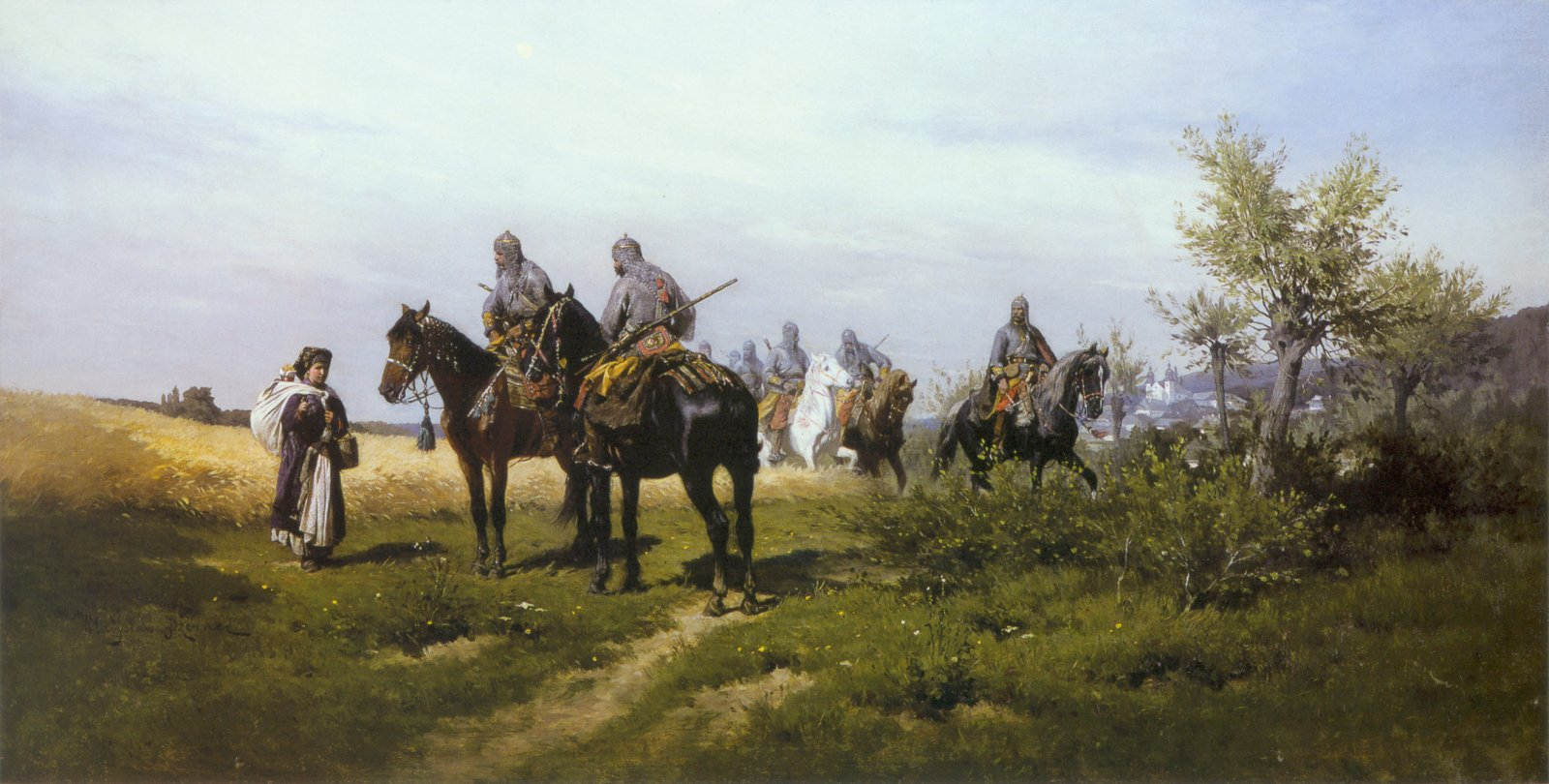
Авангард (Владислав Шернер)

Наприкінці 16 століття, в часи правління останніх Ягеллонів і пізніше під час обраних королів, козацькі корогви використовувалися в боях для підтримки атак гусарів, обходу з флангів, або вирішального знищення ворожих фронтів, проломлених раніше гусарами. В Україні козацькі хоругви застосовували для боротьби з татарами, особливо в приватних магнатських арміях.